# Paloma Lázaro Torres del Molino
Paloma Lázaro Torres del Molino (Madrid, 28 de setembre de 1993) és una futbolista espanyola que juga com a davantera en el Parma de la Sèrie A d'Itàlia i en la Selecció Espanyola.

## Trajectòria
Va debutar l'any 2010 amb el Rayo Vallecano, equip en el qual va estar durant 4 anys i va guanyar una Lliga en la temporada 2010-2011.
Va fitxar pel Madrid CFF l'any 2014, va estar una temporada abans de fitxar pel UDG Tenerife on es va quedar fins al 2019.
Durant el mercat de fitxatges de 2018-2019, es va mudar a l'estranger per primera vegada, signant un acord amb el Pink Sport Time de la Sèrie A, per a disputar la segona part de la temporada. Va debutar el 12 de gener de 2019, en la jornada 13, on va marcar un doblet en la victòria per 3-1 davant el Chievo Verona Valpo.
Després de mitja temporada en el Pink Sport canvia d'equip i s'uneix a la Fiorentina, club amb el qual participa no sols en la Sèrie A, sinó també en la Champions League Femenina.
El 2020, va fitxar amb la Roma per a la temporada 2020-2021, equip amb el qual més tard va aixecar la Copa Itàlia de 2020-21.
L'any 2023 va deixar la Roma per a fitxar pel Parma.

## Estadístiques

### Clubs
| Club            | País    | Any            |
| --------------- | ------- | -------------- |
| Rayo Vallecano  | Espanya | 2010 - 2014    |
| Madrid C.F.F.   | Espanya | 2014 - 2015    |
| UDG Tenerife    | Espanya | 2015 - 2019    |
| Pink Sport Time | Itàlia  | 2019           |
| Fiorentina      | Itàlia  | 2019 - 2020    |
| Roma            | Itàlia  | 2020 - 2023    |
| Parma           | Itàlia  | 2023 - present |

## Palmarès

### Títols nacionals
| Títol                     | Club           | País    | Any     |
| ------------------------- | -------------- | ------- | ------- |
| Primera Divisió d'Espanya | Rayo Vallecano | Espanya | 2010-11 |
| Copa Itàlia Femenina      | Roma           | Itàlia  | 2020-21 |
| Supercopa d'Itàlia        | Roma           | Itàlia  | 2022    |

### Títols internacionals
| Títol                    | Club    | País   | Any     |
| ------------------------ | ------- | ------ | ------- |
| Campionat Europeu Sub-17 | Espanya | Suïssa | 2009-10 |